# Anno 2053 - La grande fuga
Anno 2053 – La grande fuga (Neon City) è un film del 1991 diretto dal regista Monte Markham. È una pellicola di fantascienza di ambientazione post apocalittica e fantawestern interpretata da Michael Ironside.

## Trama
Il film è ambientato in Nord America nel 2053 d.C. nello Stato della Federazione Occidentale. I pochi sopravvissuti a uno sconvolgimento ambientale causato dall'uomo vivono in radi raggruppamenti sparsi in lande desolate a perdita d'occhio. L'ambiente è reso ostile dai raggi solari che, ormai nocivi, rendono impossibile ogni miglioramento ambientale.
Il territorio fuori da ogni controllo è abitato da reietti, delinquenti e cacciatori di taglie. Il protagonista Stark ha catturato una pericolosa criminale che insegue da tempo, Reno, salvandola dalla morte per l'aggressione di un teppista del deserto.
Stark, pur essendo stato in passato un uomo di legge, ora è un cacciatore di taglie e per riscuotere quella della donna è costretto a consegnarla non al più vicino avamposto come credeva, ma dovrà condurre Reno a Neon City, un grosso centro abitato situato molto lontano ed oltre una vasta zona pericolosa sia per gli abitanti che per le condizioni ambientali ancor più deteriorate.
Partono dunque in un mezzo blindato, accompagnati da casuali compagni di viaggio malamente assortiti: una studentessa, un vecchietto che poi si rivelerà essere lo scienziato responsabile del disastro ambientale, un attore fallito, una ballerina. Il convoglio verrà spesso attaccato dai pericolosi abitanti della zona, gli Skin, mutanti e cannibali. Una nube tossica che annichilisce ogni possibilità di vita brucia la carne a chiunque ne venga in contatto.
Alla fine del viaggio Reno non verrà riconsegnata alla "giustizia", nelle mani dell'uomo che in passato uccise il figlio di Stark, ma partirà col protagonista nella speranza di un futuro migliore altrove.